# Andy Ripley
Pour les articles homonymes, voir Ripley.
Pas d'image ? Cliquez ici

a Compétitions nationales et continentales officielles uniquement.

b Matchs officiels uniquement.
Andrew George Ripley dit Andy Ripley, né le 1er décembre 1947 à Liverpool et mort le 17 juin 2010, est un joueur international anglais de rugby à XV évoluant au poste de troisième ligne centre.

## Carrière
Il dispute son premier match international le 15 janvier 1972 à l’occasion d’un match contre l'équipe du pays de Galles. Pendant sa carrière, il bat les Sprinboks en Afrique du Sud et les All-Blacks en Nouvelle-Zélande. Il joue son dernier match en équipe nationale contre l'équipe d'Écosse le 21 février 1976.
Ripley joue avec les Lions britanniques en 1974 lors de leur tournée en Afrique du Sud mais ne prend pas part aux test matchs. Il se fait remarquer par son originalité, étant le seul à ne pas respecter les règles vestimentaires lors des réceptions. Il est surnommé « Geronimo » en raison de ses cheveux longs et de sa pugnacité sur le terrain. Il joue aussi avec les Barbarians, notamment au rugby à sept où il excelle grâce à sa vitesse. En effet, il est un excellent athlète, avec un record de 49 secondes au 400 mètres, un des dix meilleurs coureurs de 400 m haies anglais à son époque. Il est aussi très bon en aviron avec quatre titres mondiaux en compétition indoor.
En club, il fait presque toute sa carrière avec le Rosslyn Park FC. Il commence à y jouer à l'âge de 19 ans en 1966 et y reste jusqu'à l'âge de 41 ans (avec une période au Paris Université Club ). Après sa carrière de joueur, il s'engage dans une carrière d'homme d'affaires et travaille pour plusieurs banques. Puis, il reprend des études à l’université de Cambridge en 1990, faisant partie de l’équipe d’aviron de cette université. Il reçoit le titre d'Officier de l'Empire britannique en 2010 de la part du Prince Charles et il meurt quelques semaines plus tard le 17 juin 2010 d’un Cancer de la prostate.

## Palmarès
- Vainqueur du Tournoi des Cinq Nations en 1973

## Statistiques

### En équipe nationale
En cinq années, Andy Ripley dispute 24 matchs avec l'équipe d'Angleterre au cours desquels il marque deux essais (8 points). Il participe notamment à cinq Tournois des Cinq Nations.

### Avec les Lions britanniques
Andy Ripley participe à la tournée de 1974 en Afrique du Sud avec l'équipe des Lions britanniques et irlandais durant laquelle il dispute huit rencontres et marque cinq essais mais ne dispute aucun test match.